# Trionymus lanatus
Trionymus lanatus är en insektsart som först beskrevs av Alfred Serge Balachowsky 1932.  Trionymus lanatus ingår i släktet Trionymus och familjen ullsköldlöss.
Artens utbredningsområde är Frankrike. Inga underarter finns listade i Catalogue of Life.